# Damaspia
Damaspia lub Damasapia (z języka staroperskiego Jāmāspi) – królowa Persji jako żona króla Artakserksesa I, matka jego jedynego ślubnego syna i następcy - Kserksesa II. Najprawdopodobniej pochodziła z Persji.
Według greckiego historyka-lekarza - Ktezjasza, król Artakserkses i jego żona zmarli tego samego dnia w 424 p.n.e. (prawdopodobnie podczas ekspedycji wojskowej), a ich ciała zostały przewiezione z powrotem do Persji. Kserkses odziedziczył tron po ojcu, ale został zamordowany przez swojego przyrodniego brata - Sogdianosa, niewiele później, w 423 p.n.e.
Epitoma Focjusza jest jedynym źródłem, które wymienia Damaspię po imieniu. Dokumenty, pochodzące z Babilonu i datowane na okres rządów Artakserksesa, opisują pewne konkretne majątki należące do "domu pani pałacu". Ta anonimowa kobieta to prawdopodobnie Damaspia lub też królowa-matka Amestris.